# Zona Bale

Mapa de les regions i zones d'Etiòpia.

Bale (Afan Oromo: Baale) és una de les zones dins la Regió Oròmia d'Etiòpia. Bale rep el nom per l'antic Regne de Bale, el qual té aproximadament la mateixa superfície.
El punt més alt de la Zona Bale també ho és d'Oromia, és el Mont Batu (4.307 m), que pertany a les Muntanyes Urgoma. Entre els rius hi ha Wabe i el Weyib; entre els llacs s'inclouen el Garba Gurastsch i Hora Orgona. Són punts d'interès a aquesta zona el Sheikh Hussein— per la tomba d'un musulmà sant—el Parc Nacional de les Muntanyes Bale, i les Coves Sof Omar. Les ciutats de Bale inclouen Dodola, Ginir, Goba i Robe.
Segons la Central Statistical Agency (CSA) l'any 2005 5.130 tones de cafè es van produir en aquesta zona d'Etiòpia el 2,2% del total produït a Etiòpia.

## Demografia
Segons el cens de 2007, Bale tenia 1.402.492 habitants amb una densitat de 32,1. Els tres grups ètnics principals eren els oromo (91,2%), els amhares (5,7%) i els somali (1,44%). La majoria dels habitants són musulmans (81,83%). Els cristians ortodoxos d'Etiòpia eren el 16,94% i els protestants l'1,04%.